# Сроковский, Мечислав
Мечислав Марьян Сроковский (пол. Mieczysław Marian Srokowski; 14 августа 1873, с. Библо Австро-Венгрия — 11 сентября 1910, Варшава, Царство Польское, Российская империя) — польский прозаик и поэт.

## Биография
Родился в обедневшей шляхетской семье герба Ястржембец. Обучался во Львовской гимназии, затем в коллегиуме у иезуитов в Хырове. Поступил во Львовский университет, который не окончил. Во Львове подружился со слепым поэтом Станиславом Барончем, братом известного скульптора Фаддея Баронча, который стал его учителем.
Выступал в провинциальных театральных труппах Царства Польского

## Творчество
Первые стихи напечатал в 1896 году в Краковском «Dzienniku Porannym» . В 1899 опубликовал книгу декадентских стихов «Больные сны» («Chore sny»). Жил в Тернополе и Варшаве, где установил многочисленные контакты с местными писателями и поэтами.
Вначале писал стихи в духе модернистской Молодой Польши , посвященных, в основном, проблемам общества и эротическим темам.
Попытка создать оригинальную эротико-психологическую повесть «Культ тела» (Kult ciała, 1910), вызвала скандал в обществе. Тираж был конфискован, а автор попал в суд за оскорбление общественной морали.
Позже, автор в книгах больше внимания уделял общественным мотивам, критическому описанию отношений, царящих в австро-венгерской армии, проблемам воспитания и образования.

## Избранные произведения
Сборники рассказов:
- Chore sny (1899)
- Krew (1906)
- Ich Tajemnica (1908)
- Jak łza 1910)
- Primawera

Повести:
- Epigoni (1904)
- Hedone: Akordy zmysłowe
- Markiza
- Po prostu miłość
- Anachroniści (1910)
- Kult ciała, Dziennik człowieka samotnego (1910)
- Jus primae noctis (неокончена) (1910)

## Публикации на русском языке
- Анахронисты — М., 1911;
- Эпигоны — М., 1911;
- Трагедия страсти (Дневник одинокого человека) — СПб., 1914;